# Friedrich Rückert
Friedrich Rückert (16 de mayo de 1788-31 de enero de 1866), catedrático de orientalística en Erlangen y Berlín, fue un autor del Romanticismo tardío del Biedermeier. 
Después de cultivar todos los géneros poéticos y con preferencia los más difíciles y refinados, descubrió en la poesía oriental de Ferdousí, Hafez y Sa'di nuevas fuentes de inspiración y nuevas formas métricas para adaptar al idioma alemán; tradujo de muchas literaturas orientales y adoptó sus estrofas y versificación en sus propios volúmenes de poemas: Rosas orientales y Primavera amorosa. 
El matrimonio de Rückert con Luise Fischer en 1820, tuvo diez hijos, de los que siete sobrevivieron a los padres. En diciembre de 1833 su única hija, la menor, murió por escarlatina a los 3 años. Dieciséis días después, falleció el menor de los sobrevivientes, Ernst, del mismo mal. Los 425 poemas fueron escritos en los seis meses siguientes.
Algunas de sus composiciones se hicieron muy populares, como Del tiempo de juventud o inspiraron a distintos compositores románticos para sus canciones, como Eres el sosiego. 
También sus baladas (Barbarossa) y cuentos infantiles (Del arbolito que quería otras hojas) formaron parte de los libros escolares de lectura.
En su vasta producción cabe mencionar una traducción del Corán, así como también una parte del Tirukkural.

## Música
El compositor alemán Robert Schumann (1810 - 1856) compuso un coral op. 141 n.º 1, titulado An die Sterne (A las estrellas), con letra de Rückert. El compositor Gustav Mahler compuso un ciclo de canciones sinfónicas titulado Kindertotenlieder o Canciones a la muerte de los niños (1901-1904) con la letra de cinco de los 428 poemas que Rückert escribió entre 1833 y 1834, dedicados a la muerte de sus hijos por causa de fiebres escarlatinas. 